# 駕駛人訓練班

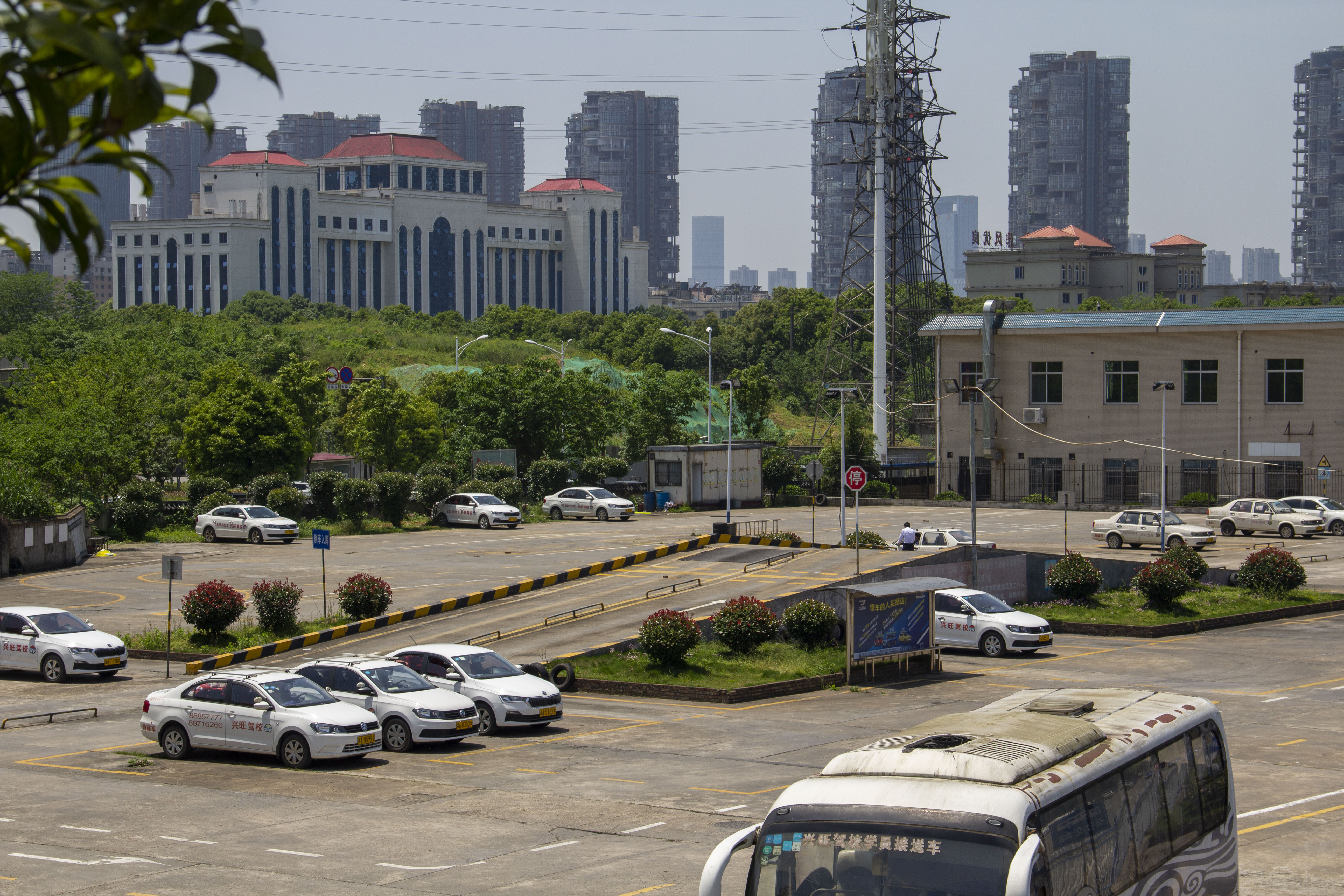
长沙一处驾校的训练场，用于训练坡道项目

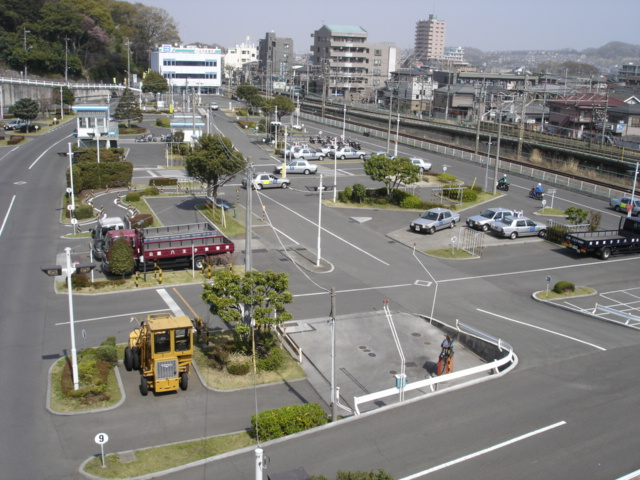
东京的一处驾校训练场，用于模拟道路行车

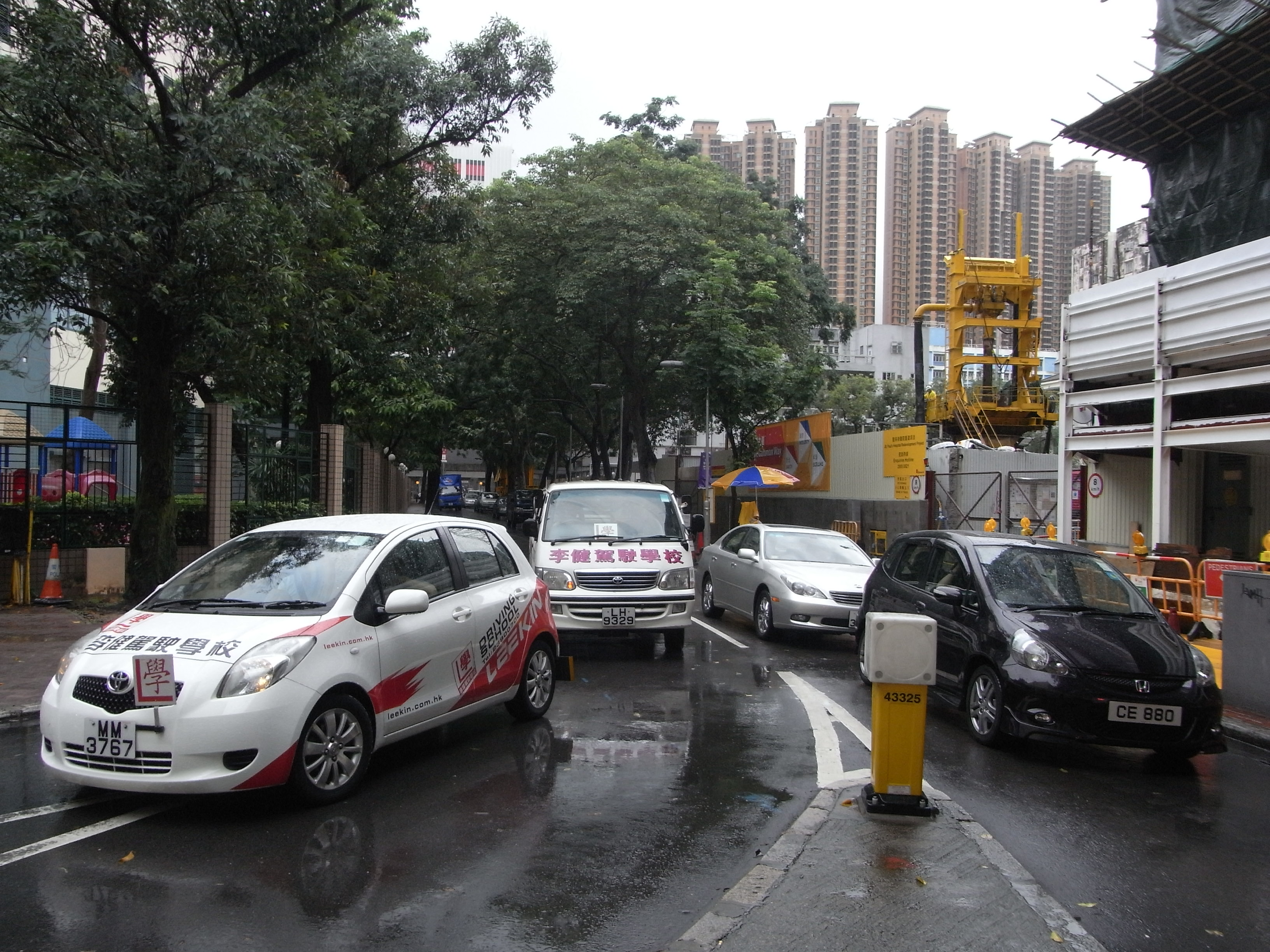
香港的駕訓班用車

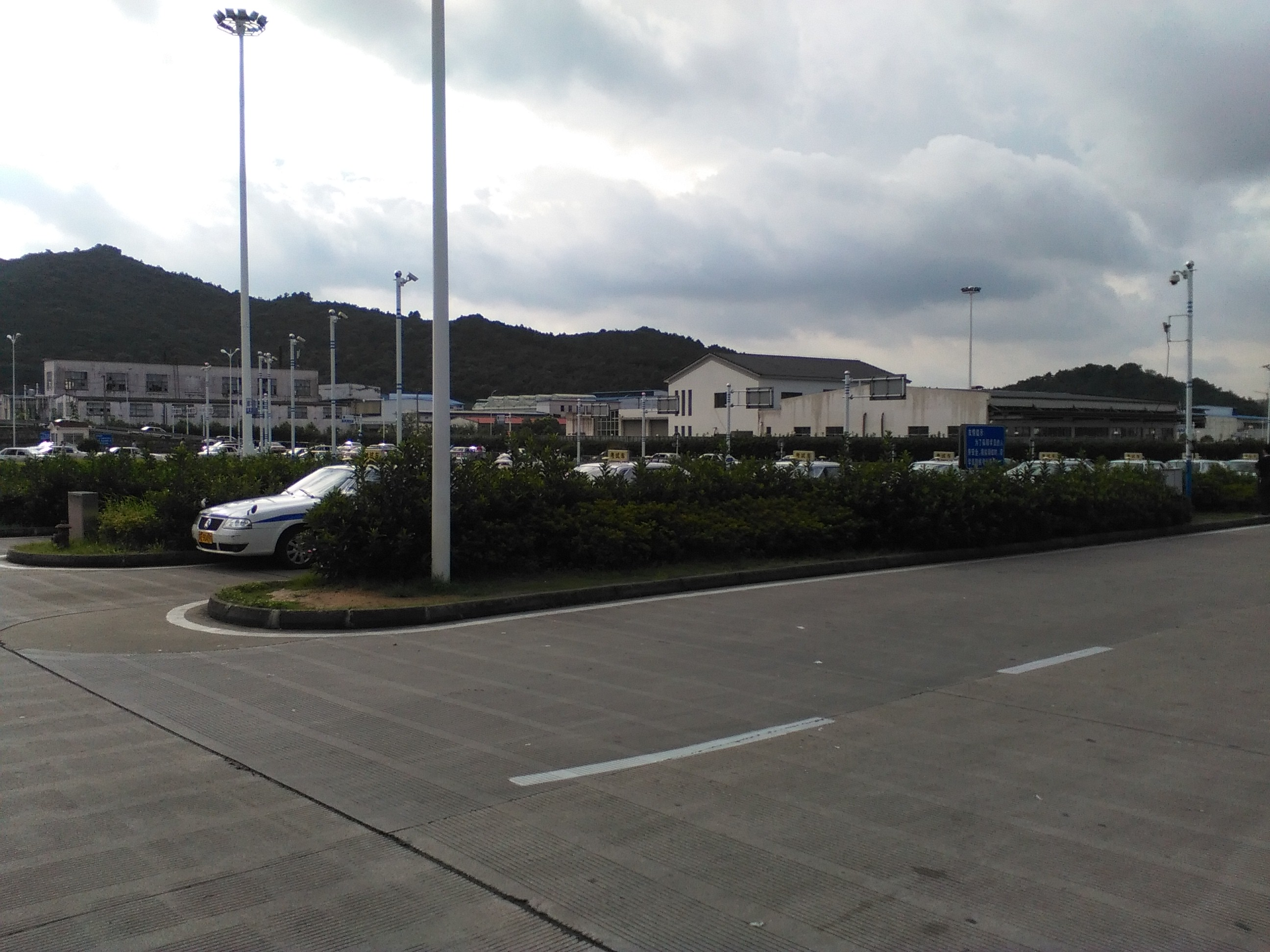
苏州的一处驾驶考试场地

駕駛人訓練班（英語：Driving School）簡稱駕校或駕訓班，為使用教练车进行教授和练习，教導駕駛人車輛駕駛方式及駕駛倫理的場所。

## 背景
一般來說，駕訓班教育的目的如下：
- 培训学员考取駕駛執照，并培養優良的汽車駕駛人，增進駕駛技術與保養車輛能力、瞭解交通法令、促進道路交通安全；
- 教授進階的駕駛技術，例如培养賽車手，以及校车、救护车、消防车、警车和搭载重要人士车辆的駕駛員；
- 提供道路交通运输相关的职业培训课程，例如指导学员考取驾驶营业性客货车、出租车、危化品运输车等所需的从业资格证。

駕訓班教授內容一般包括學科（理论知识）和術科（實際操作）。
學科主要包括：駕駛道德、道路交通管理法規、駕駛原理及方法、交通事故預防與處理、汽車構造及修護常識、急救常識等。
術科主要包括：原地駕駛（起步、轉向、停車、加速、換檔及減速等）、引擎和煞車運用、直線前進直線倒車、坡道、倒車入庫、平行路邊停車、曲線進退、上坡停車及起步，道路駕駛通過交岔路口、鐵路平交道和行人穿越道的操作。对于营运车辆的驾驶员，駕訓班还会教授考察开车前的检查以及故障排除（例如更换轮胎）等项目。
近年來為強化公路運輸安全管理，開辦了強化道路交通安全講習，目的在提高駕駛人及行人之安全維護。